# R. Stevie Moore
Robert Steven (R. Stevie) Moore, född 18 januari 1952 i Nashville, Tennessee, är en amerikansk sångare, låtskrivare och musiker. Förutom att ha gett ut album på flera skivbolag runt om i världen har den produktive Moore själv gett ut över 400  kassett- och CD-R-album sedan 1968, samt tiotals videor, främst genom R. Stevie Moore Cassette Club, ett hemmabaserat kassettbolag. Hans eklektiska verk omfattar en mängd olika musikstilar, både popmusik och experimentell musik. Moore bor och spelar in i sitt kombinerade hem och studio i Bloomfield, New Jersey. Han är äldste son till Bob Moore, som var basist, producent och orkesterledare i The Nashville A-Team och hade en lång karriär som musiker bakom Elvis Presley, Roy Orbison och många andra.
I februari 2005 prisade tidningsskribenten Tammy Lagorce Moore, och kallade honom en "lo-fi-legend" i The New York Times.

## Biografi

### Barn- och ungdom
Moore föddes i Nashville den 18 januari 1952. Han gjorde sin kommersiella skivdebut 1959, vid sju års ålder, vid en session som fadern ordnade. Låten var en duett med Jim Reeves med titeln "But You Love Me, Daddy". Denna novelty-låt förblev outgiven i tio år, men gavs 1969 ut på RCA Victor och blev en hitsingel i Storbritannien.
Moore är en duktig gitarrist, basist, keyboardist, trummis och låtskrivare. 1966 inledde han det som skulle bli hans livslånga passion: heminspelning som ett enmansband, med hjälp av rullbandspelare i hans föräldrars källare i Madison i Tennessee. 1967 bildade han en rockgrupp med några skolkamrater, The Marlborough. Han började även arbeta som studiomusiker för sin far och som assistent på faderns musikförlag Mimosa Music.

### 1970-talet
Moore hoppade 1971 av sina studier på Vanderbilt University för att leva ut sitt liv som rockartist. Med inspiration från Frank Zappa, The Beatles, Brian Wilson, Todd Rundgren och The Move samlade Moore på sig material till debutalbumet Phonography (1976), som gavs ut på Moores släkting Harry ”H.P.” Palmers bolag HP Music. Den första utgåvan pressades endast i hundra exemplar, men den andra utgåvan, som gavs ut 1978, fick något större spridning. New York-magasinet Trouser Press gav det obskyra albumet en strålande recension, och kallade det ”en fantastisk samling av musikaliska hjärnuppstötningar” och ”ett genialiskt mästerstycke” i decembernumret 1977. 1996 listades Phonography bland ”de femtio mest betydelsefulla indie-albumen” i Rolling Stones Alt-Rock-A-Rama.
Moore flyttade strax efter debuten från Nashville till New Jersey, och Palmer gav 1978 ut ytterligare två vinylskivor, EP:n Stance och det andra albumet Delicate Tension, samtidigt som Moore fortsatte ge ut heminspelade kassetter i snabb takt.

### 1980-talet
1980 kom den viktiga kassetten Clack, som hade spelats in ”professionellt” i centrala Manhattan. 1981 beslutade sig Moore för att starta ”RSM Cassette Club” för att nå ut med sina stora mängder heminspelad musik. Alla hans tidigare rullband från 1968 och framåt gavs ut i detta format, som nyligen blivit populärt. Varje utgåva försågs med ett värde mellan 1 och 10 på en ”lyssningsbarhetsskala”.
Nästa LP var What's the Point?!! från 1984, och samma år gav Paris-bolaget New Rose Records ut ett samlingsalbum om 2 LP, Everything You Always Wanted To Know About R Stevie Moore But Were Afraid To Ask. Bolaget beskrev Moore som "en av tidernas bästa låtskrivare." Everything nådde viss framgång i Frankrike, och singeln "Chantilly Lace" från albumet blev en smärre hit. Detta föranledde Moore att åka på en promotionresa till landet, där han välkomnades som en stjärna och fick en del press. Fler album följde på 1980-talet, bland andra Verve, Glad Music (som spelades in i en professionell 16-spårsstudio), 1952-19?? och Teenage Spectacular (som Moore kallade "det mest njutbara projektet i min karriär".
Under 1980-talet var Moore sporadiskt med i clownen Uncle Floyds tv-serie The Uncle Floyd Show, en smått ironisk clown-, dock- och varietéshow som sändes från New Jersey. Moore medverkade under 1980-talet då och då på den oberoende radiokanalen WFMU i New Jersey.

### 1990- och 2000-talen
Omkring 1988 började Moore göra heminspelade videor, och under 2000-talet har han blivit mycket aktiv på sociala media-sajter som Youtube och Myspace. När CD-R-skivan dök upp som ett lättillgängligt format för egenutgiven musik ökade entusiasmen för hans hemmainspelningar, och 1999 gjordes kassettklubben om till "R. Stevie Moore CDR Club" (CDRSMCLUB).
2002 spelade Moore in albumet FairMoore med Half Japanese-frontmannen Jad Fair. Albumet består av att Fair läser upp sin poesi över Moores instrumentala ackompanjemang. Dave Mandl beskrev albumet som "ett älskvärt, innerligt alster som uppvisar dem båda i toppform", och konstaterade att albumet "sammanför två våldsamt originella figurer inom den amerikanska underground-musiken".
Under hela 2000-talet har Moore gett ut skivor på olika independent-bolag från hela världen, samtidigt som han har fortsatt ge ut hemgjorda CD-R-skivor. Det brittiska punk- och återutgivningsbolaget Cherry Red gav ut två samlingar, Meet The R. Stevie Moore! och Mee Too! som fått stor spridning. Moore har också samarbetat med en lång rad av internationella underground-artister, så som Terry Burrows (även känd som Yukio Yung), Ariel Pink, Jad Fair, Mike Watt, Jason Falkner, Eric Matthews, Penn Jillette, Dr. Dog, Ergo Phizmiz, Mark Vidler, David Fenech, MGMT, Lane Steinberg och flera andra. 2007 medverkade han, tillsammans med bland andra David Byrne, Deerhoof och Liars, på samlingen Worried Noodles, som sammanställdes av den brittiske konstnären David Shrigley. Shrigley intervjuade dessutom Moore för tidskriften BOMB samma år.

### 2010-talet
2010 återutgavs Phonography i en limiterad vinylutgåva av skivbolaget Sundazed. Musikbloggen Sick of the Radio har skapat ett tributprojekt till Moores ära, där olika underground- och DIY-musiker bjuds in för att tolka hans låtar för samlingsskivor för gratis nedladdning.

## Diskografi i urval

### Album
- Phonography (1976) Vital, (1978) H.P. Music, (1998) Flamingo, (2009) Recommended, (2010) Sundazed
- Delicate Tension (1978) H.P. Music, (2004) Cordelia
- Everything (1984) New Rose
- What's The Point?!! (1984) Cuneiform
- Verve (1985) Hamster
- Glad Music (1986) New Rose
- R. Stevie Moore (1952-19??) (1987) Cordelia
- Teenage Spectacular (1987) New Rose
- Warning (1988) New Rose
- Thoroughly Years (Phonography 2) (1989) Hamster
- Has-Beens and Never-Weres (1990) Heliotrope
- Greatesttits (1990) Fan Club
- Contact Risk (1993) Fruit Of The Tune
- Revolve (1995) Pink Lemon
- Objectivity (med Yukio Yung) (1997) JAR Music
- The Future Is Worse Than The Past (1999) Megaphon
- Dates (med Dave Gregory) (1999) - (egenutgiven)
- FairMoore (med Jad Fair) (2002) Old Gold
- Hundreds of Hiding Places (2002) Megaphon
- Hobbies Galore (His Best 24) (2003) Lost Frog (mp3)
- Nevertheless Optimistic (2003) Innova
- Tra La La La Phooey! (2004) Comfort Stand (mp3)
- The Yung and Moore Show Vs. The Whole Goddam Stinkin' World (med Yukio Yung) (2006) Orgone
- Disorganized Overactivity Or Tabitha Soren (2006) Forty-Seven (mp3)
- Meet The R. Stevie Moore (2008) Cherry Red
- Special Needs (2008) Park the Van (mp3)
- Me Too (2009) Cherry Red

### Singlar och EP-skivor
- "Roger Ferguson and Ethos" (1973) Basic Sounds Ltd.
- Four From Phonography EP (1977) H.P. Music
- Stance EP (1978) H.P. Music
- "Goodbye Piano"/"I Wish I Could Sing" (1978) Flamingo
- "New Wave"/"Same" (1979) Classass Music Industries
- "Chantilly Lace" + "Teen Routines"/"Bloody Knuckles" (1984) New Rose
- "I Hate People"/"Everyone But Everyone" (1992) Singles Only Label
- "U.R. True" + 3 (2009) Felony Fidelity